# Belleville (Canadà)
Belleville és una ciutat del Canadà, capital del comtat de Hastings, dins de la província d'Ontario. La seva població és d'aproximadament 49.000 habitants, amb més de 91.000 a la seva àrea metropolitana. La ciutat va ser fundada l'any 1789. Belleville es troba entre Ottawa i Toronto, al llarg del corredor Quebec-Windsor. La seva població segons el cens del 2016 era de 50.716 habitants (població d’aglomeració censal 103.472).
És la localitat natal de la cantant Avril Lavigne.

## Història

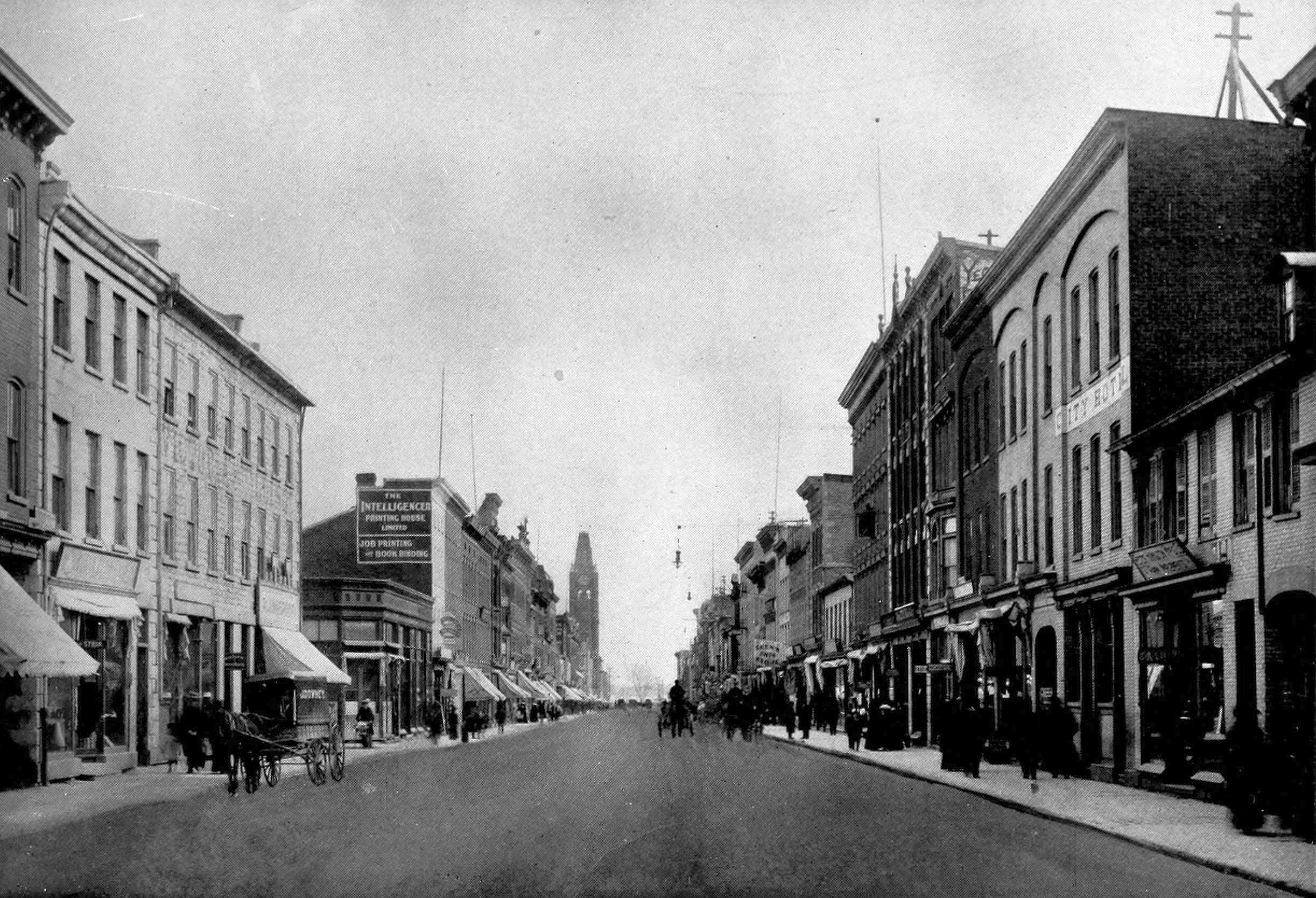
Front Street, 1900

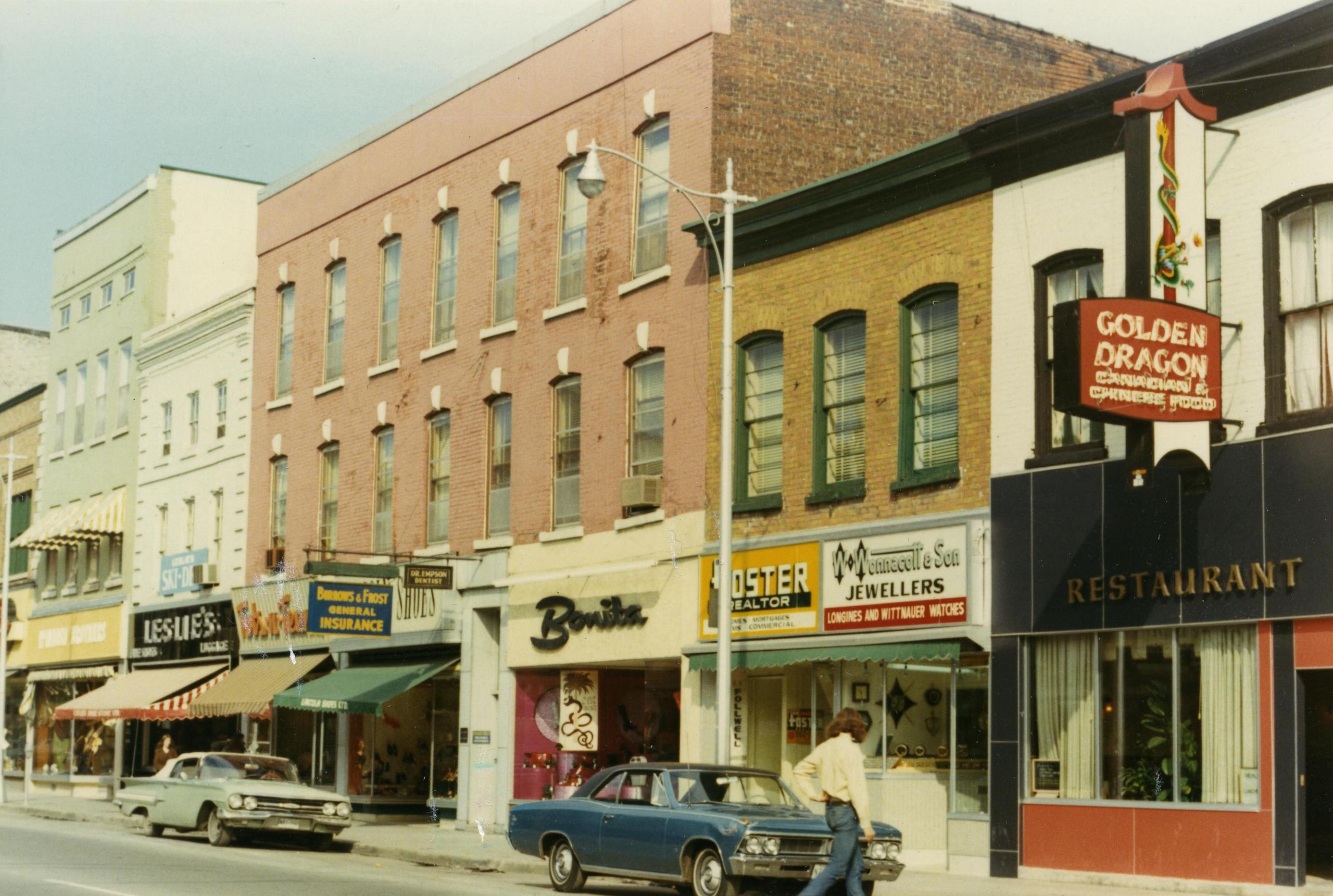
Front Street, 1972

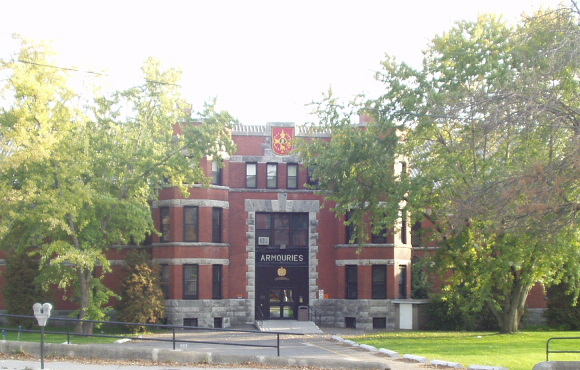
Belleville Armory és un reconegut edifici del Patrimoni Federal, que figura el 1992 al Registre dels edificis patrimonials del Govern del Canadà

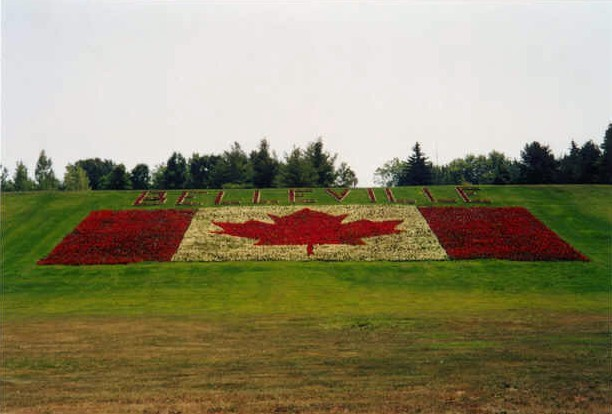
Parterre al costat de l'autopista 401 a prop de Belleville

Originalment era un històric poble dels Anishinaabe (Mississaugas) i al segle xviii conegut com a Asukhknosk; aquesta zona formava part de la terra comprada per la Corona per utilitzar-la per al reassentament dels lleials de l'Imperi Unit obligats a abandonar les Tretze Colònies d'Amèrica del Nord, després d'aconseguir la independència a finals de segle.
L'assentament es va anomenar per primera vegada Singleton's Creek després d'un primer poblador, George Singleton. A continuació es va anomenar Meyer's Creek, en honor del destacat colon i industrial John Walden Meyers (1745-1821), un dels fundadors de Belleville. Va construir una serradora i un molí. Després d'una visita de 1816 a l'assentament per part de l'administrador colonial Sir Francis Gore i la seva dona, Lady Annabella Gore, es va canviar el nom de Belleville en honor seu.
Henry Corby, que va arribar el 1832 amb la seva nova esposa Alma Williams (s'havien casat abans d'emigrar), es va establir a Belleville. Era comerciant, va crear una botiga de queviures i altres negocis. Va fundar la destil·leria H. Corby i va promoure el municipi. També el va representar al Parlament.
El seu fill Henry Corby Jr. (Harry) es va fer càrrec de l'empresa familiar i va continuar donant suport a la ciutat: va donar fons per crear la biblioteca pública, va ajudar a desenvolupar el parc a Massassaga Point, va establir el Corby Charitable Fund, va ajudar a recaptar fons per construir primer pont sobre la badia de Quinte i va donar la terra i el desenvolupament del parc Corby.
El 1836 Belleville es va convertir en un poble incorporat. El 1846 tenia 2040 habitants. Aviat es van construir diversos edificis de pedra, incloent-hi una presó i un tribunal, així com algunes de les set esglésies. El transport a altres comunitats es feia en diligència i, a l'estiu, en vaixell de vapor al llarg del llac. Es van publicar dos diaris setmanals. L'oficina de correus rebia correus diàriament. Hi havia diverses oficines judicials i governamentals. A més dels comerciants, hi havia una petita indústria, tres fàbriques de teles, una fàbrica de paper, dos molins de grana, tres adoberies i dues fàbriques de cervesa. Les disset tavernes superaven les esglésies i la majoria de negocis. La residència més antiga que es conserva dins dels límits originals, 67 South Front Street, va ser construïda per Alexander Oliphant Petrie el 1814.
Amb la finalització del Grand Trunk Railway el 1856, Belleville es va convertir en un important nus ferroviari. Afegit al creixement del comerç de fusta i a l'agricultura amb èxit a la zona, el ferrocarril va contribuir a augmentar el creixement comercial i industrial. Belleville es va constituir com a ciutat el 1850.
El 1858 es va acabar el pont de ferro sobre el riu Moira a Bridge Street; va ser el primer pont de ferro del comtat de Hastings. El 1865, la població arribava als 6.000 habitants. El 1883 hi havia servei telefònic a 29 subscriptors; l'electricitat va arribar el 1885 i el 1886 la ciutat va començar a oferir el servei d'aigua municipal. El 1870 es va establir a Belleville la primera escola d'Ontario per a sords. Sota el doctor Charles B. Coughlin, es va reconèixer l'escola com una contribució significativa a l'educació especial. Originalment anomenada Institució d'Ontario per a l'Educació de Sords i Muts, la instal·lació va passar a anomenar-se Escola d'Ontario per a Sords. El 1974 es va canviar el nom de Sir James Whitney School.
L'ajuntament de Belleville opera en un edifici construït per primera vegada el 1873 per allotjar el mercat públic i les oficines administratives. Va ser dissenyat amb un estil gòtic alt victorià i conserva gran part del seu aspecte original. El 1877, Belleville es va incorporar legalment com a ciutat.
El 1998, la ciutat es va fusionar amb el municipi circumdant de Thurlow per formar la ciutat expandida de Belleville com a part de la reestructuració municipal a tot Ontario. La ciutat també va annexionar parts de Quinte West a l'oest.